# Adakamaranahalli, Bangalore North
Adakamaranahalli là một làng thuộc tehsil Bangalore North, huyện Bangalore Urban, bang Karnataka, Ấn Độ.